# Elaeocarpus balabanii
Elaeocarpus balabanii är en tvåhjärtbladig växtart som beskrevs av R. Weibel. Elaeocarpus balabanii ingår i släktet Elaeocarpus och familjen Elaeocarpaceae. Inga underarter finns listade i Catalogue of Life.